# Альбіно Хара
Альбіно Хара (ісп. Albino Jara Benegas; 28 лютого 1877, Луке, Парагвай — 15 травня 1912, Асунсьйон, Парагвай), за прізвиськом «Людина-Метеор» — парагвайський політик, фактичний президент Парагваю у 1911, що прийшов до влади в результаті військового перевороту.

## Життєпис
На межі століть у Парагваї відбувся ряд військових переворотів і соціальних потрясінь. У деяких із них проявив себе полковник Альбіно Хара, молодий революціонер.
Хара народився у Луке 28 лютого 1877 і чотири роки навчався в юридичній школі. Працював бібліотекарем в університеті до 1903, був також професором фізичного виховання в Національному коледжі Асунсьйона впродовж 14 років.
У 20 років він виграв стипендію на навчання у Військовій академії Чилі і закінчив її у чині прапорщика. На батьківщину повернувся вже у чині лейтенанта, а у 1904 підвищений до капітана.
У 1908 Хара був підвищений до полковника, а через три роки провів державний переворот і проголосив себе президентом, змістивши конституційного президента Мануеля Ґондру.
Вступив на посаду 17 січня 1911, у 33 роки. Під час його правління була створена система освіти за моделями США і Європи, були заасфальтовані 40 квадратних кілометрів вулиць Асунсьйона, засновані Історичний та Географічний інститути Парагваю, залізниця була доведена до міста Енкарнасьйон.
5 липня 1911 Хара був зміщений з посади і доставлений у порт на корабель, що відвіз його в Буенос-Айрес.
У 1912 він повернувся в Парагвай, але провести переворот проти уряду Педро Пабло Пеньї йому не вдалося.
Під час путчу він був поранений і помер від ран 15 травня 1912.